# Ouroboros (Loki)
"Ouroboros" es el primer episodio de la segunda temporada y séptimo episodio en general de la serie de televisión estadounidense Loki, basada en Marvel Comics y protagonizada por el personaje homonimo. Sigue a Loki informando a Mobius y Hunter B-15 sobre la existencia de He Who Remains y sus variantes, mientras trabaja con esos dos y el ingeniero Ouroboros para evitar que se desfase en el tiempo. El episodio está ambientado en el Universo Cinematográfico de Marvel (MCU), compartiendo continuidad con las películas de la franquicia. Fue escrito por el escritor principal Eric Martin y dirigido por Justin Benson y Aaron Moorhead.
Tom Hiddleston retoma su papel de Loki de la serie de películas, protagonizada junto a Sophia Di Martino, Wunmi Mosaku (Hunter B-15), Eugene Cordero, Neil Ellice y Owen Wilson (Mobius) retomando sus papeles de la primera temporada, junto a Rafael Casal, Kate Dickie, Liz Carr y Ke Huy Quan (Ouroboros) incorporándose para la temporada. El desarrollo de la segunda temporada comenzó en noviembre de 2020, que se confirmó formalmente en julio de 2021. En febrero de 2022, se reveló que Benson, Moorhead y Martin dirigirían y escribirían, respectivamente, la mayor parte de la temporada.
"Ouroboros" se estrenó en Disney+ el 5 de octubre de 2023. El episodio recibió críticas en su mayoría positivas con elogios por sus imágenes, dirección, diseño de producción, el personaje de OB y las actuaciones del elenco (particularmente Hiddleston, Wilson y Quan).

## Trama
Después de ser enviado por Sylvie a través de una puerta del tiempo desde la Ciudadela del Fin de los Tiempos, a la sede de la Autoridad de Variación Temporal (TVA o AVT) donde no es reconocido,  Loki trata de escapar del lugar. En medio de su escape, comienza a viajar incontrolablemente a través del tiempo en el mismo lugar, descubriendo que fue enviado al pasado. Mientras recorre la AVT del pasado, Loki descubre una grabación del creador de la AVT, He Who Remains, elogiando a Ravonna Renslayer por trabajar con él.
En el presente, la AVT está en desorden debido a la rápida ramificación de la Sagrada Línea del Tiempo, causada por el asesinato de He Who Remains por parte de Sylvie. La ausencia de Renslayer lleva a la juez Gamble y a la general Dox a asumir posiciones de liderazgo. Llaman a Hunter B-15 y Mobius a una reunión donde tratan de convencen a Gamble y Dox de que todos los empleados de la AVT son variantes tomadas de líneas de tiempo ramificadas y que no pueden seguir robándoles las vidas que pudieron tener; Gamble es persuadida para que ordene a la AVT que deje de eliminar líneas de tiempo ramificadas. En ello, Loki entra en la reunión y expone el papel de He Who Remains como el cerebro detrás de la AVT. Loki advierte a Mobius de la amenaza de las muchas variantes de He Who Remains y le habla de su deformación temporal. Dox hace que muchos cazadores de la AVT como X-5, se armen fuertemente para una supuesta misión de encontrar a Sylvie
Para detener la deformación de Loki, Mobius lo lleva con el técnico y encargado del departamento de reparaciones y avances de la AVT Ouroboros "O. B.", que ha estado trabajando solo durante siglos. Ouroboros deduce que Loki sufre de "desfase temporal", sugiriendo que es causado por las ramas de la línea de tiempo que sobrecargan peligrosamente el Telar Temporal de la AVT, una estructura que mantiene estable el flujo de la sagrada línea. Loki viaja otra vez al pasado y se encuentra con O. B. que buscando una solución, le construye un Extractor de Aura Temporal; en el presente Ouroboros le indica a Mobius que se acerque al Telar Temporal con el dispositivo para extraer a Loki de la corriente temporal mientras Loki se "poda" a sí mismo, lo que lo liberaría del tiempo.
Loki se traslada al futuro, donde observa cómo la AVT está siendo evacuada a medida que el Telar se vuelve crítico. Intenta encontrar un Timestick para podarse, se encuentra brevemente con Sylvie y alguien lo poda por detrás en el último segundo posible. En el presente, Ouroboros comienza a sellar el Telar Temporal para proteger a la AVT, a pesar de las protestas de Mobius de esperar a Loki y de que la radiación pone a peligro a Mobius. Mobius logra sacar a Loki de la corriente temporal y los dos regresan a un lugar seguro del Telar Temporal, que queda sellado. Con ambos a salvo, Loki y Mobius se proponen encontrar a Sylvie.
En una escena a mitad de créditos, después de cumplir su objetivo, Sylvie ingresa a una línea temporal ramificada en Broxton, Oklahoma en 1982, y visita un restaurante McDonald's.

## Producción

### Desarrollo
El desarrollo de una segunda temporada de Loki había comenzado en noviembre de 2020,  lo que se confirmó a través de una escena a mitad de créditos en el final de la primera temporada, que se estrenó en julio de 2021.  En febrero de 2022, el dúo director Justin Benson y Aaron Moorhead fueron contratados para dirigir la mayoría de los episodios de la segunda temporada,  incluido el estreno de la temporada.  Eric Martin, escritor de la primera temporada que asumió algunas de las tareas del creador de la serie Michael Waldron durante la producción de esa temporada,  estaba listo para escribir los seis episodios de la segunda temporada.  Los productores ejecutivos de la temporada incluyen a Kevin Feige, Stephen Broussard, Louis D'Esposito, Victoria Alonso, Brad Winderbaum y Kevin R. Wright de Marvel Studios, junto con la estrella Tom Hiddleston, Benson y Moorhead, Martin y Waldron.  El primer episodio, titulado "Ouroboros",  fue escrito por Martin. 

### Escritura
Los creativos utilizaron el episodio para introducir muchos conceptos "temporales" para la temporada, tratando de mantenerlos simples de entender, mientras dejaban algo de intriga para elementos que darían sus frutos más adelante en la temporada, específicamente Loki viendo a Sylvie en el futuro; Wright elogió específicamente a los directores Benson y Moorhead por ayudar a "[atravesar] la línea entre la intriga y la confusión" dentro del episodio.  Con la introducción de Ouroboros, Mobius no recuerda haberlo conocido anteriormente a pesar de que Ouroboros afirmó que sí. Wright lo llamó "intencionalmente un poco abstracto" y, si bien se convertiría en una historia más amplia para la temporada, señaló que planteaba "preguntas interesantes" sobre a quién se le borró la memoria o no en la TVA.  La escena de mitad de créditos del episodio está ambientada en una línea de tiempo ramificada en Broxton, Oklahoma, en 1982.  Broxton fue elegido como "un guiño a los fans", dado que era la ubicación de Asgard en los cómics a finales de la década de 2000 y principios de la de 2010, y "un pequeño guiño al ADN" de Sylvie, ya que ella es basada parcialmente en Sylvie Lushton, que era de Broxton en los cómics.  Broxton también apareció en el episodio "Smoke & Mirrors" de la serie de Marvel Television Agent Carter. 

### Casting
El episodio está protagonizado por Tom Hiddleston como Loki, Sophia Di Martino como Sylvie, Wunmi Mosaku como Hunter B-15, Eugene Cordero como Casey, Rafael Casal como Hunter X-5, Kate Dickie como General Dox, Liz Carr como Jueza Gamble, Neil Ellice como Hunter D-90, Ke Huy Quan como Ouroboros y Owen Wilson como Mobius.  Gugu Mbatha-Raw y Jonathan Majors tienen cameos vocales no acreditados como Ravonna Renslayer y He Who Remains, respectivamente.  

### Diseño
La diseñadora de vestuario Christine Wada pudo hacer que los trajes Temporal Core fueran modulares con mangas removibles para que los actores no se calentaran demasiado con el traje y no tuvieran que quitárselo todo entre tomas. 

### Filmación y efectos visuales
El rodaje tuvo lugar en Pinewood Studios en el Reino Unido,  con Benson y Moorhead dirigiendo,  e Isaac Bauman como director de fotografía.  Hiddleston interpretó físicamente cada uno de los intervalos de tiempo, ofreciendo de ocho a diez actuaciones diferentes para cada uno, que luego se unieron mediante efectos visuales para crear la acción completa.  Había considerado el uso de cuerdas y cables para permitirle tener más fisicalidad para mover su cuerpo de diferentes maneras.  Los efectos visuales para el episodio fueron creados por Framestore, Trixter, FuseFX, Cantina Creative, Industrial Light & Magic y Lola VFX. 

## Marketing
Después del lanzamiento del episodio, Marvel anunció productos inspirados en el episodio como parte de su promoción semanal "Marvel Must Haves" para cada episodio de la serie, que incluye ropa, accesorios, un póster Funko Pops de Loki y Mobius. 

## Lanzamiento
El episodio y la temporada se lanzó en Disney+ el 5 de octubre de 2023.  Originalmente estaba programado para lanzarse el miércoles 6 de octubre  antes de pasar a su calendario de lanzamiento del jueves luego de un movimiento de programación similar y exitoso para la serie de Star Wars Ahsoka. 

## Recepción

### Audiencia
Disney+ reveló que "Ouroboros" tuvo 10,9 millones de visitas en todo el mundo en sus primeros tres días de estreno. Este fue el segundo estreno de temporada más visto para el servicio de streaming en 2023, detrás del estreno de la tercera temporada de The Mandalorian. 

### Respuesta crítica
El sitio web de recopilación de reseñas Rotten Tomatoes informa un índice de aprobación del 82%, según 17 reseñas. 
William Hughes de The A.V. Club escribió que el episodio destacó cómo el programa era "todavía uno de los rincones más vibrantes, de ritmo rápido y, en ocasiones, sobrecargado del Universo Cinematográfico de Marvel", con una escena sobresaliente y "tremendamente tonta". entre Mobius, Loki y Ouroboros, lo que "ralentizó" el programa para presentar "los diferentes sabores de sabelotodo de Wilson e Hiddleston, cada uno de los cuales rebota en la sonrisa inexpresiva de Quan". El programa "siempre ha funcionado mejor como pieza de un personaje", escribió Hughes, mientras que la trama de este episodio era "floja, ambigua" y "sorprendentemente escasa". 
Siddhant Adlakha de Vulture escribió que el episodio es "entretenido, incluso si su final es un poco repentino e irregular", y es "una aventura de ritmo rápido y hábilmente filmada que se apoya (y a menudo literalmente se acerca) a los extravagantes conceptos de género del programa". y diseños retro-futuristas." Adlakha destaca que el actor Ke Huy Quan "aporta una franqueza divertida" al nuevo personaje Ouroboros, que está involucrado en una escena con conversaciones simultáneas en el pasado y el presente que "dan como resultado nuevos recuerdos para OB, acelerando la exposición de maneras novedosas". 
Fran Ruiz de Space.com, escribió que el episodio "de alguna manera logra emocionar" a pesar de estar completamente situado dentro de la TVA y tener sólo "un pequeño ritmo de acción desde el principio". Ruiz criticó la escritura del programa por estar "sobrecargada de exposición y charlas sobre mecánicas mientras la trama se retrasa durante escenas enteras", pero elogió "a los actores y el trabajo de cámara enérgico y dinámico" que ofrecen una interpretación "encantadora y atractiva" del guion, así como la continuación de la "identidad visual analógica y diseño de producción". 
Therese Lacson de Collider escribió que el episodio fue "un regreso decente a la historia", con los saltos en el tiempo de Loki generando "un caos que a veces puede ser desorientador". La mejor parte del episodio fue que "OB es fácilmente uno de los personajes nuevos más entretenidos", con Quan teniendo "bromas increíbles y un ritmo cómico con Wilson e Hiddleston", mientras que otro punto destacado fue "el ritmo cómico de Wilson con respecto a todo el intento de salvar". Loki es particularmente divertido". 
Sabina Graves de Gizmodo criticó el cambio en la escritura entre temporadas de programas, describiendo la temporada anterior como "un género queer único que traspasa los límites", y este episodio como "ciencia ficción genérica que imita a Doctor Who y Rick y Morty". Graves también expresó sorpresa por la trama del programa, indicando que las mujeres "lo rompieron todo y depende de los hombres arreglarlo". En términos de actuaciones individuales, Graves destacó que Wunmi Mosaku es "empática y poderosa" como Hunter B-15. 